# جوردانا اسپیرو
جوردانا اسپیرو (انگلیسی: Jordana Spiro؛ زادهٔ ۱۲ آوریل ۱۹۷۷) یک تهیه‌کننده، هنرپیشه، بازیگر سینما، و کارگردان اهل ایالات متحده آمریکا است. وی از سال ۱۹۹۵ میلادی تاکنون مشغول فعالیت بوده‌است.
از فیلم‌ها یا برنامه‌های تلویزیونی که وی در آن نقش داشته‌است می‌توان به تجاوز، باید سگ‌ها را دوست داشت و اجناس اشاره کرد.